# Čadinje
Čadinje (cyr. Чадиње) – wieś w Serbii, w okręgu zlatiborskim, w gminie Prijepolje. W 2011 roku liczyła 303 mieszkańców.